# Małoje Łapino
Małoje Łapino (ros. Малое Лапино) – wieś w Rosji, w rejonie kiczmiengsko-gorodieckim obwodu wołogodzkiego. W 2002 r. liczyła 4 mieszkańców, a w 2010 r. była niezamieszkana.